# 木村真佐幸
木村 真佐幸（きむら まさゆき、1929年 - ）は、日本の文学者・教育者。専門は近代日本文学。樋口一葉を研究。札幌大学学長及び札幌大学女子短期大学部学長を2度務めた。北海道虻田郡真狩村出身。

## 略歴
- 1955年（昭和30年）北海道大学文学部卒業。同年、北海道札幌南高等学校教諭。
- 1966年（昭和41年）札幌大学設立に参画。
- 1967年（昭和42年）北海道札幌南高等学校退職し、札幌大学教養部助教授。
- 1973年（昭和48年）北海道大学大学院文学研究科修了。
- 1974年（昭和49年）札幌大学教養部教授。
- 1976年（昭和51年）同教養部部長。
- 1982年（昭和57年）学校法人札幌大学理事・評議員。
- 1986年（昭和61年）札幌大学・札幌大学女子短期大学部学長に就任。
- 1987年（昭和62年）学校法人札幌大学評議員。
- 1990年（平成2年）札幌大学・札幌大学女子短期大学部学長代理。学校法人札幌大学理事。
- 1995年（平成7年）4月札幌大学法学部教授。
- 1995年11月、再び札幌大学・札幌大学女子短期大学部学長に就任。学校法人札幌大学理事・評議員。学校法人希望学園理事・評議員。
- 2000年（平成12年）札幌大学定年退職。札幌大学名誉教授。北星学園大学文学部客員教授。
- 2004年（平成16年）北星学園大学退職

この他、札幌大学入試部長、同附属図書館長、札幌六大学の所属する札幌学生野球連盟会長・北海道学生野球連盟理事を務めた。また、北海道大学文学部、北海学園大学教養部、北海道教育大学札幌分校教育学部、札幌医科大学保健医療学部の非常勤講師や、NHK市民大学講座の講師も務めた。

## 受賞歴
- 札幌大学設立功労者表彰（1987年）
- 北海道社会貢献賞（2000年）

## 受章
- 瑞宝中綬章（2008年）[1]

## 著書
- 『一葉文学成立の背景』（桜楓社、1976年）
- 『北海道文学の周辺』（北海道新聞社、1977年）
- 『樋口一葉』（編著、桜楓社、1980年）
- 『樋口一葉と現代』（翰林書房、2005年）